# Prionolabis lipophleps
Prionolabis lipophleps là một loài ruồi trong họ Limoniidae. Chúng phân bố ở miền Cổ bắc.